# بعد از یانگ
بعد از یانگ (به انگلیسی: After Yang) فیلمی محصول سال ۲۰۲۱ و به کارگردانی کوگونادا است. در این فیلم بازیگرانی همچون کالین فارل، جودی ترنر-اسمیت، جاستین اچ. مین، مالی اما جاندراجاجا، هیلی ریچاردسون، ریچی کاستر، ساریتا چودری و کلیفتن کالینز جونیور ایفای نقش کرده‌اند.